# Cemitério Judaico de Turnov

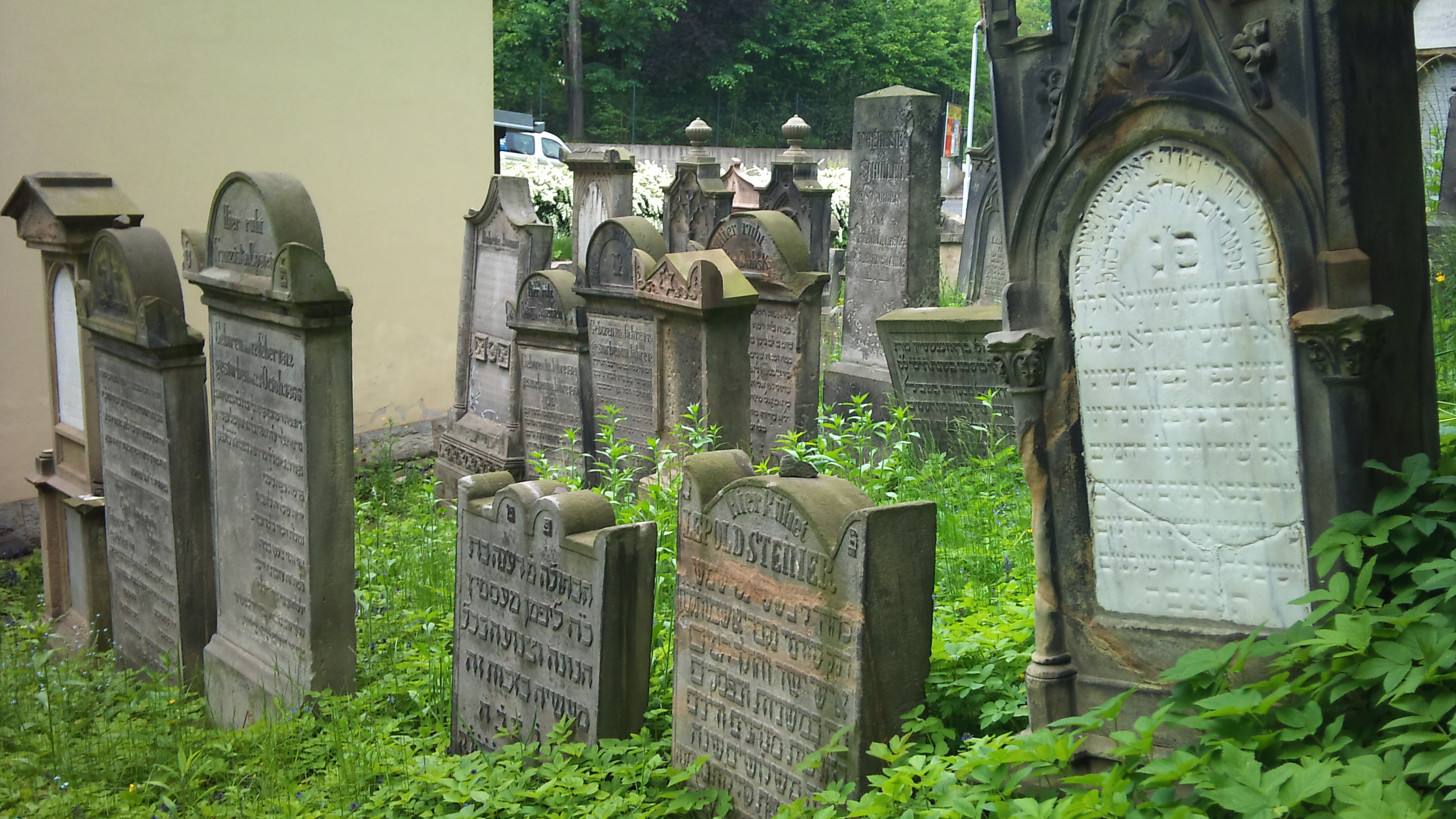
Sepulturas com inscrições em hebraico e alemão.

O Cemitério judaico de Turnov é um cemitério judeu em Turnov no distrito de Semily na região de Liberec na República Tcheca.

## História
A lápide mais antiga é do século XVII, e a mais recente do ano 1956. Todas estão orientadas no sentido oeste-leste. As inscrições são em hebraico, a partir da metade do século XIX também em alemão, e a partir do fim do século XIX em tcheco.

## Localização
Na década de 1980 foi construída uma ponte sobre o cemitério, sendo na ocasião retiradas as lápides, que depois da conclusão dos trabalhos foram recolocadas em seu local. Próximo ao cemitério localiza-se uma sinagoga.